# Спектроскоп

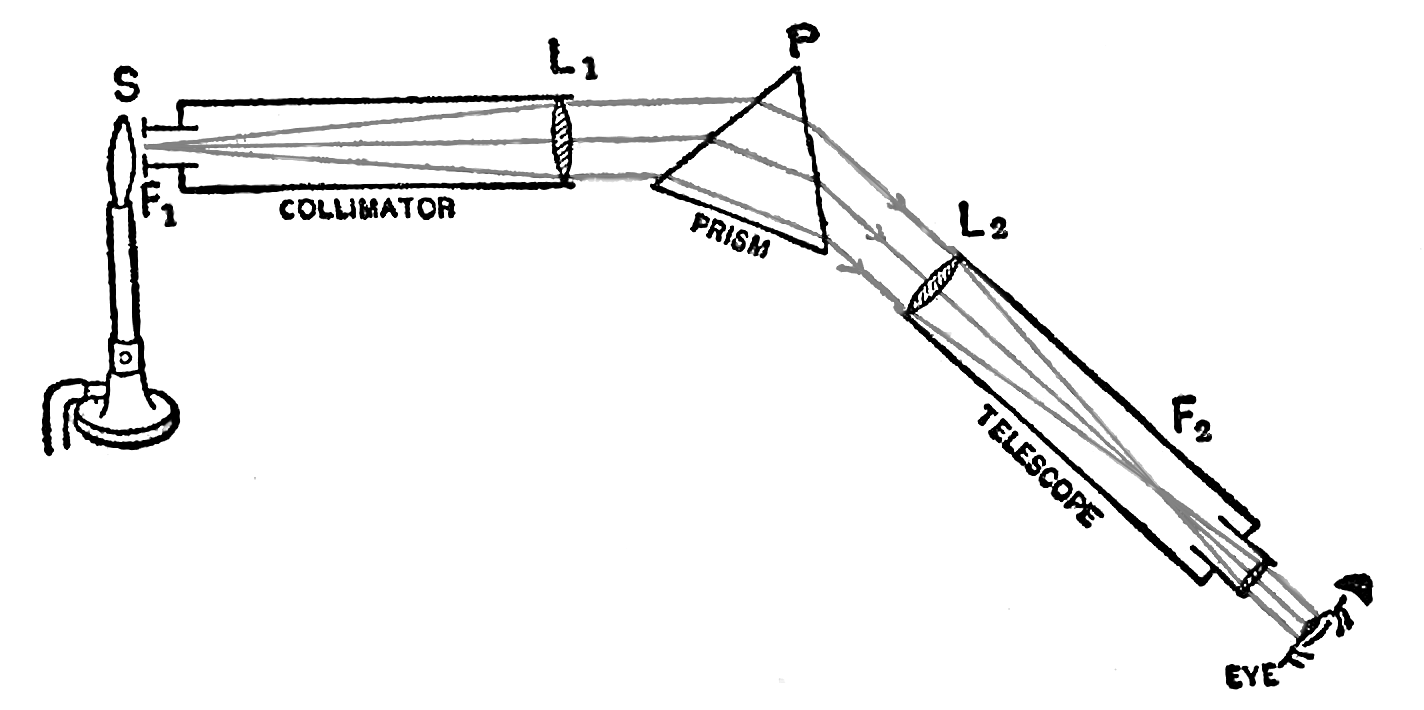
Схема найпростішого спектроскопа.

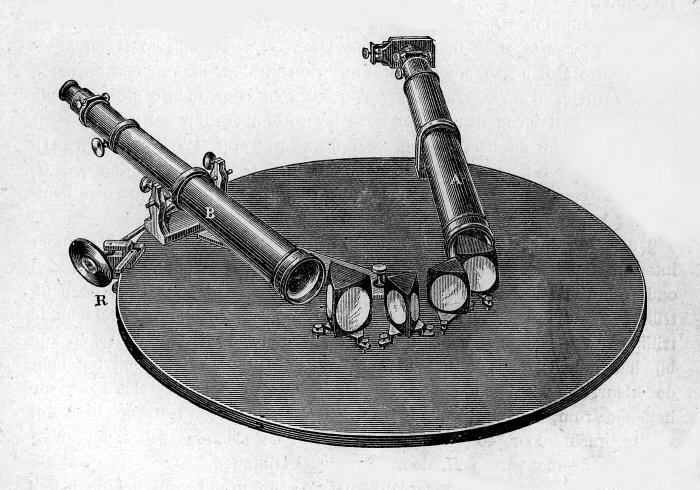
Спектроскоп Роберта Кірхгофа.

Спектроско́п (від спектр й грец. σκοπέω— «бачу») — оптичний пристрій для візуального спостереження спектра випромінювання. 

## Опис
Використовується переважно для швидкого і якісного спектрального аналізу в хімії, металургії та інших галузях.
За допомогою флуоресцентного окуляра візуально можна спостерігати ультрафіолетовий спектр, а за допомогою електронно-оптичного перетворювача — ближню інфрачервону ділянку спектра.

## Цікаві факти
У 1863 році британський астроном Вільям Гаґґінс довів за допомогою спектроскопа, що зорі складаються з тих самих елементів, які наявні й на Землі.